# Sus (Pyrénées-Atlantiques)
Sus ist eine französische Gemeinde mit 383 Einwohnern (Stand 1. Januar 2022) im Département Pyrénées-Atlantiques in der Region Nouvelle-Aquitaine (vor 2016: Aquitanien). Die Gemeinde gehört zum Arrondissement Oloron-Sainte-Marie und zum Kanton Le Cœur de Béarn (bis 2015: Kanton Navarrenx).

## Geographie
Sus liegt ca. 20 km nordwestlich von Oloron-Sainte-Marie in der historischen Provinz Béarn.
Umgeben wird der Ort von den Nachbargemeinden:
| Susmiou | Navarrenx                                   |        |
| Angous  | Kompassrose, die auf Nachbargemeinden zeigt | Jasses |
|         | Moncayolle-Larrory-Mendibieu                | Gurs   |

Sus liegt im Einzugsgebiet des Flusses Adour am linken Ufer des Gave d’Oloron. 
Nebenflüsse des Gave durchqueren das Gebiet der Gemeinde,
- der Geronis und
- der Lausset mit seinen Nebenflüssen,
  - dem Arrec de la Mouline und
  - dem Hauga.[1]

## Geschichte
Gemäß den Aufzeichnungen datiert die Gründung des Dorfes nicht vor dem 12. Jahrhundert. In dieser Zeit wurde es unter dem Namen Sus-Majour erwähnt im Gegensatz zu Sus-Menour, der heutigen Nachbargemeinde Susmiou. Im Laufe des Mittelalters sind mehrere Burgen auf dem heutigen Gemeindegebiet gebaut worden, von denen drei noch heute sichtbar sind und eine vermutlich auf dem Areal eines früheren antiken befestigten Lagers errichtet wurde. Bei der Volkszählung des Béarn im Jahre 1385 wurden in Sus 30 Haushalte gezählt, und das Dorf gehörte zur Bailliage von Navarrenx. In einem Viertel lebten auch Cagots, eine Personengruppe, die vom 13. bis weit ins 19. Jahrhundert hinein in Spanien und Frankreich aus heute noch unbekannten Gründen diskriminiert und weitgehend vom gesellschaftlichen Leben ausgeschlossen war. Gemäß Experten leben heute noch Nachkommen von Cagots in Sus. Während der Hugenottenkriege ergriff der Grundherr Philippe de Sus Partei für die katholische Seite. Nachdem er zum Tod durch Erhängen verurteilt worden war, konnte er sein Leben retten, indem er Treue der protestantischen Königin Jeanne d’Albret schwor. Ein Laienkloster, das dem Vicomte von Béarn unterstand, richtete sich in Sus ein. Im 18. Jahrhundert war es Teil der Besitztümer der Familie Abbadie-Partarrieu.
Einer Legende nach soll Hruotland, im Deutschen traditionell Roland genannt, südlich des Zentrums der Gemeinde einen Felsen mit seinem Schwert zerteilt haben. Seitdem fließt Quellwasser durch die Spalte. Auf dem Felsen ist ein Hufeisen zu erkennen als Abdruck von Rolands Schlachtross.
Toponyme und Erwähnungen von Sus waren:
- Sus-Maiour (12. Jahrhundert, laut Pierre de Marcas Buch Histoire de Béarn, S. 272),
- Sancte-Cataline Dessus und Sent-Saubador Dessus (1384 bzw. 1396, Notare aus Navarrenx),
- Suus (1548, réformation de Béarn, Manuskriptsammlung des 16. bis 18. Jahrhunderts, B. 760, Blatt 8),
- Sent-Johan de Sus (1608, Veröffentlichungen des Bistums Oloron),
- Sus (1750, Karte von Cassini),
- Suuns (1793, Notice Communale) und
- Sus (1801, Bulletin des lois).[3][4][5]

### Einwohnerentwicklung
Die Gemeinde erreichte einen Höchststand ihrer Größe mit rund 510 Einwohnern in der Mitte des 19. Jahrhunderts. In der Folgezeit stagnierte die Größe der Gemeinde bei kurzzeitigen Phasen der Erholung bis zu den 1960er Jahren auf rund 280 Einwohner. Seitdem ist bei größeren Schwankungen insgesamt ein Aufwärtstrend zu verzeichnen, der noch heute andauert.
| Jahr      | 1962 | 1968 | 1975 | 1982 | 1990 | 1999 | 2006 | 2009 | 2022 |
| --------- | ---- | ---- | ---- | ---- | ---- | ---- | ---- | ---- | ---- |
| Einwohner | 467  | 486  | 490  | 438  | 437  | 535  | 486  | 509  | 383  |

## Sehenswürdigkeiten

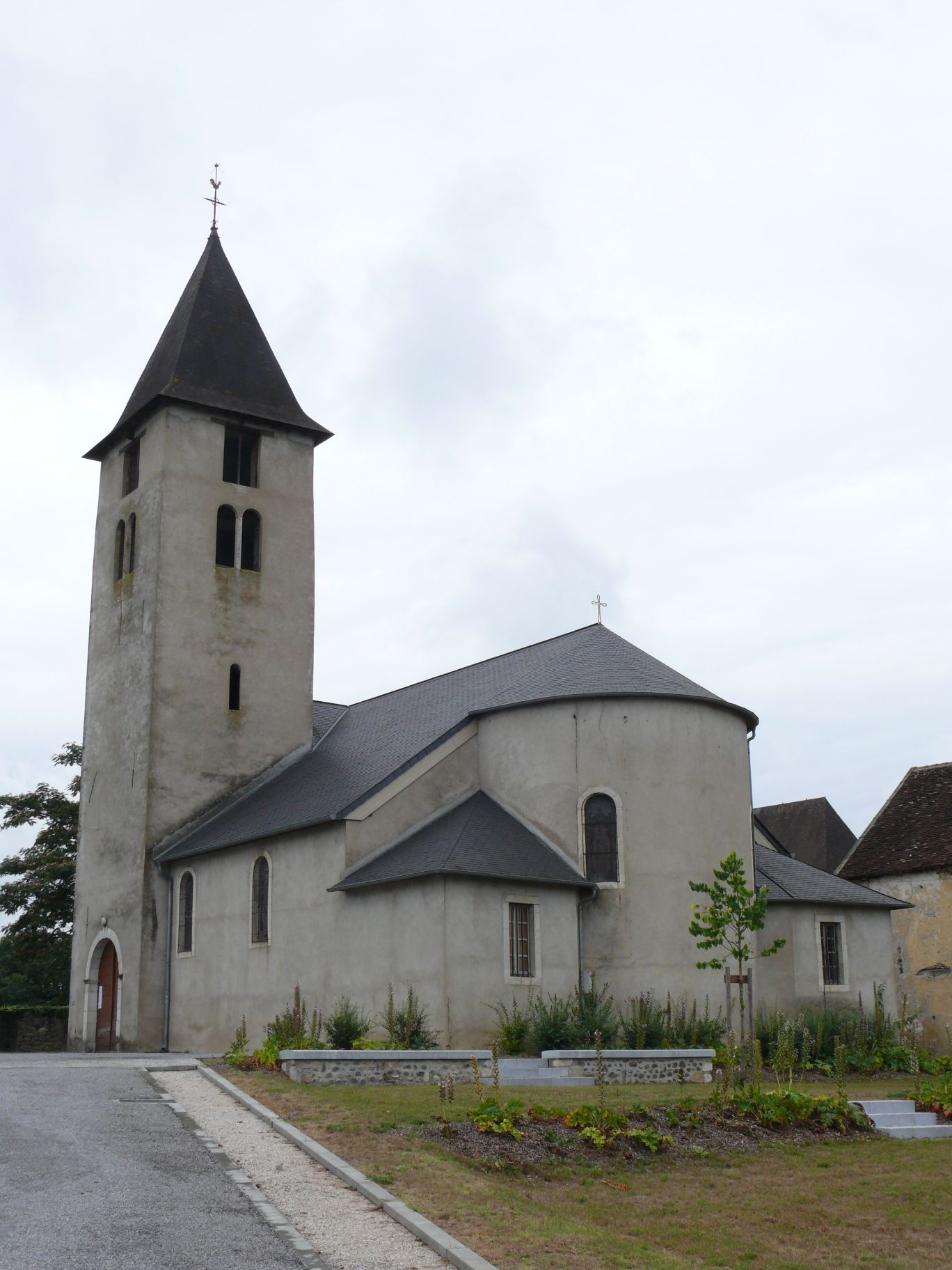
Pfarrkirche von Sus

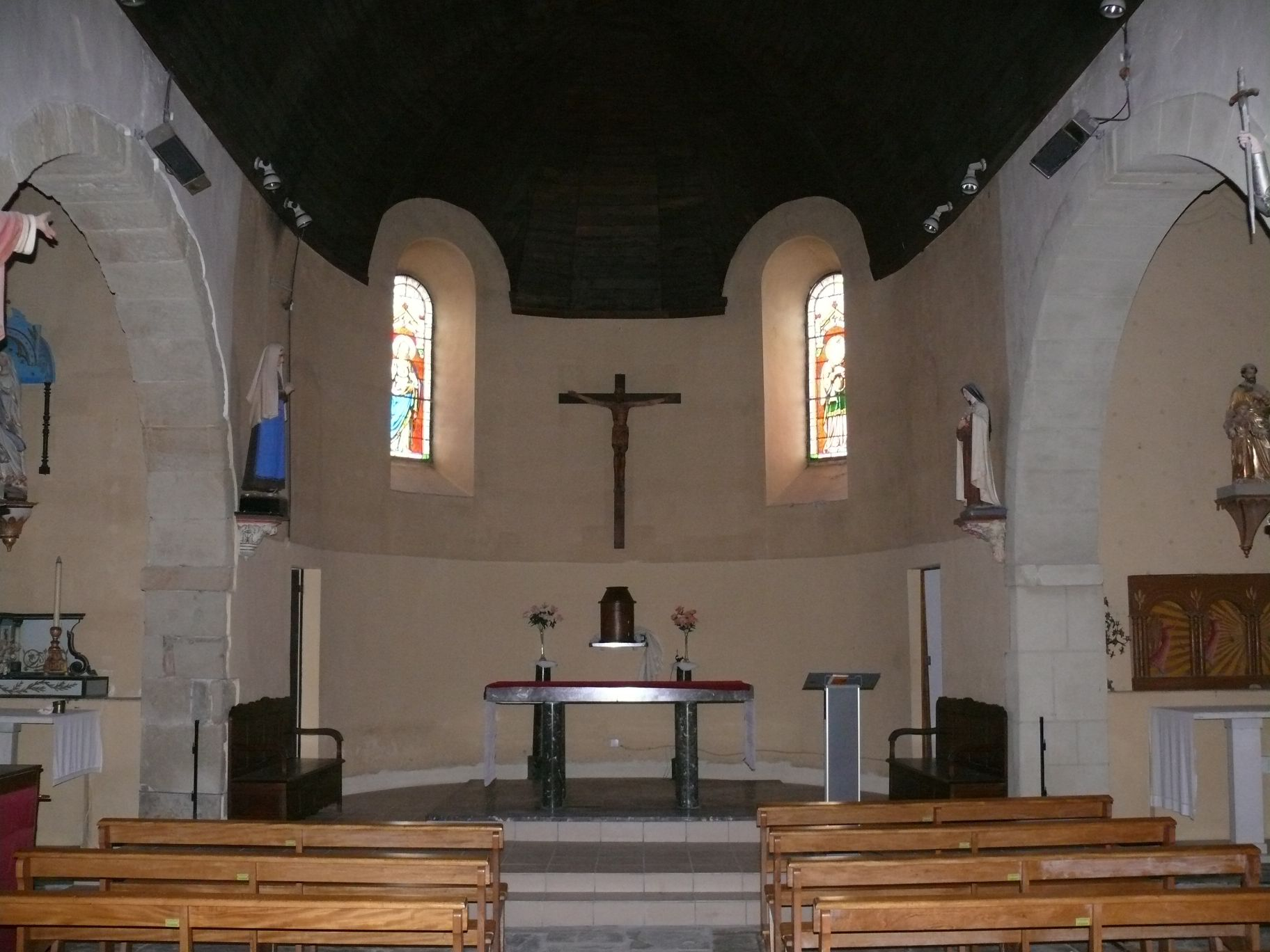
Chor der Pfarrkirche von Sus

- Erlöserkirche. Keine Spuren sind von der ehemaligen Kirche übrig geblieben, die 1569 von protestantischen Truppen in Brand gesteckt wurde. Die heutige Kirche besitzt ein Langhaus von zwei Jochen Länge und einem Haupt- und zwei Seitenschiffen, die vom Mittelschiff durch Rundbogenarkaden getrennt sind. Zwei Seitenkapellen bilden ein falsches Transept. Ein seitlicher Eingangsvorbau gewährt den Zutritt. Er wurde zusammen mit dem darüberliegenden Glockenturm im 17. Jahrhundert errichtet und 1873 restauriert oder teilweise neu gebaut. Auf dem weißen Stein des Sturzes über dem Eingangsportal ist eine entsprechende Jahreszahl abzulesen. Der Turm hat einen quadratischen Grundriss mit einer Seitenlänge von fünf Metern. In 15 m Höhe befinden sich gekuppelte Arkaden als Schallöffnungen. Sein Helm trägt ein mit Schiefer gedecktes Zeltdach mit einem Kreuz aus Eisen und einem Hahn aus Zink auf seiner Spitze, der auch als Blitzableiter fungiert.[7][8][9]

Bleiglasfenster der Pfarrkirche von Sus
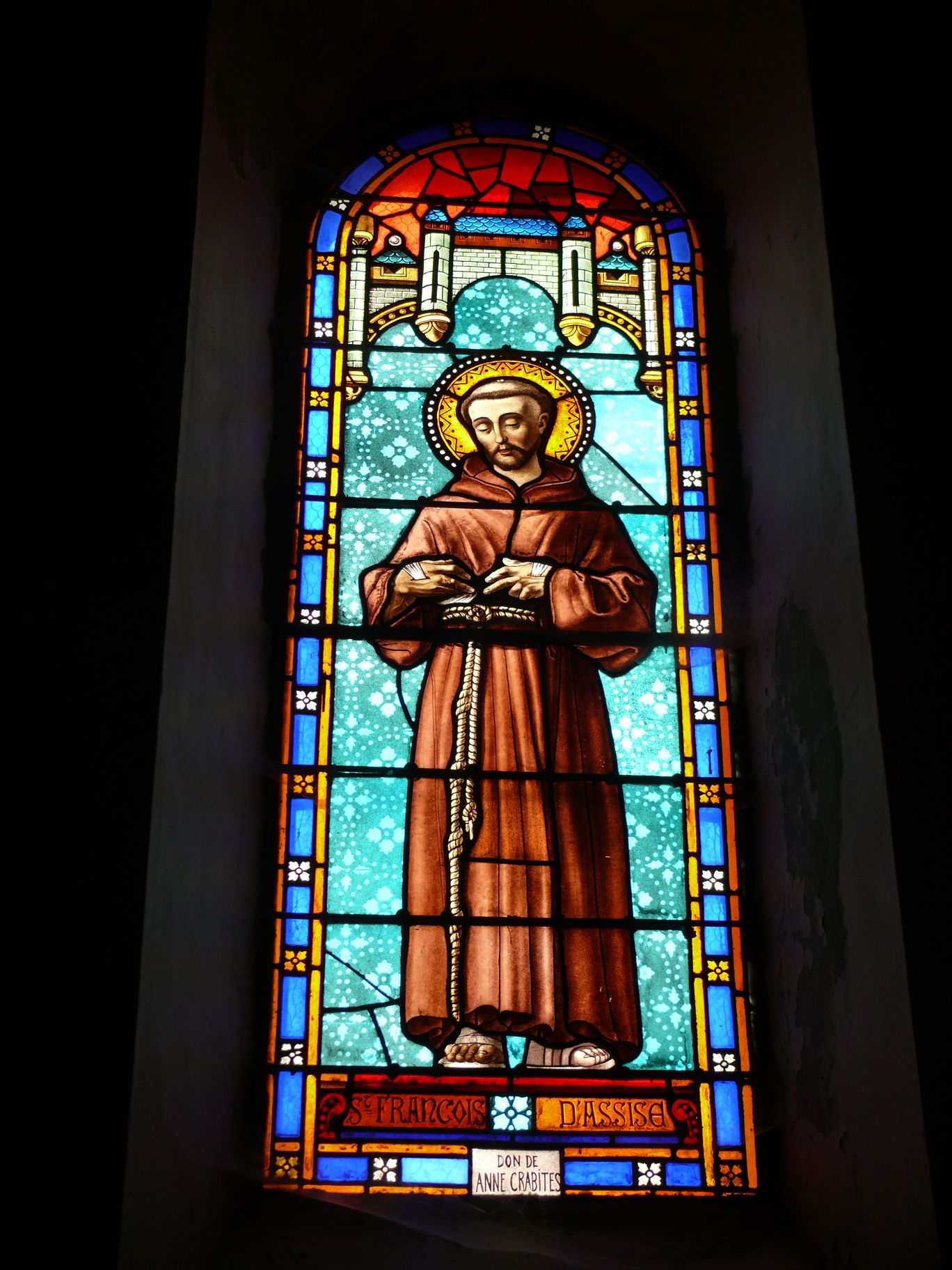
Franz von Assisi
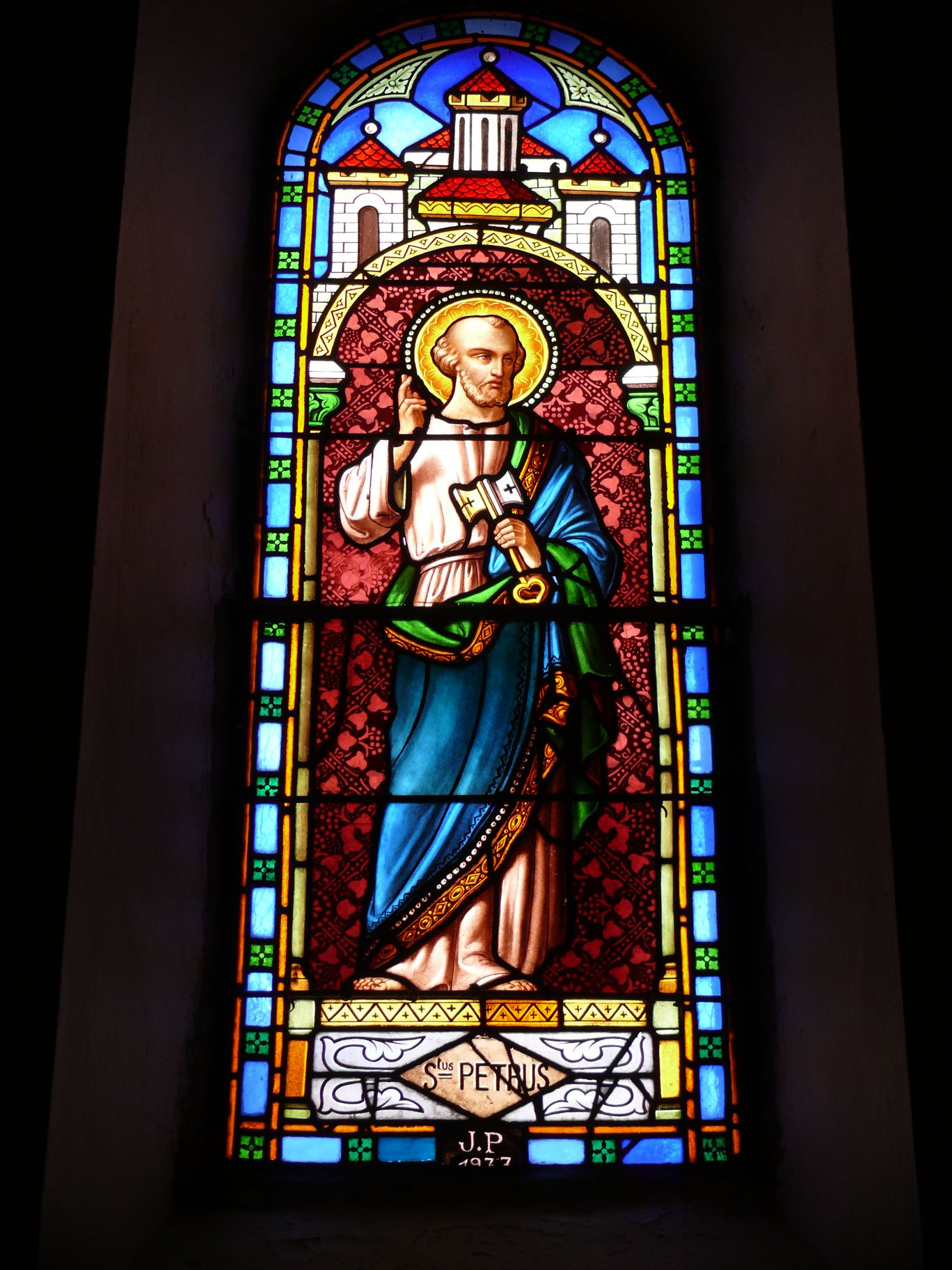
Simon Petrus
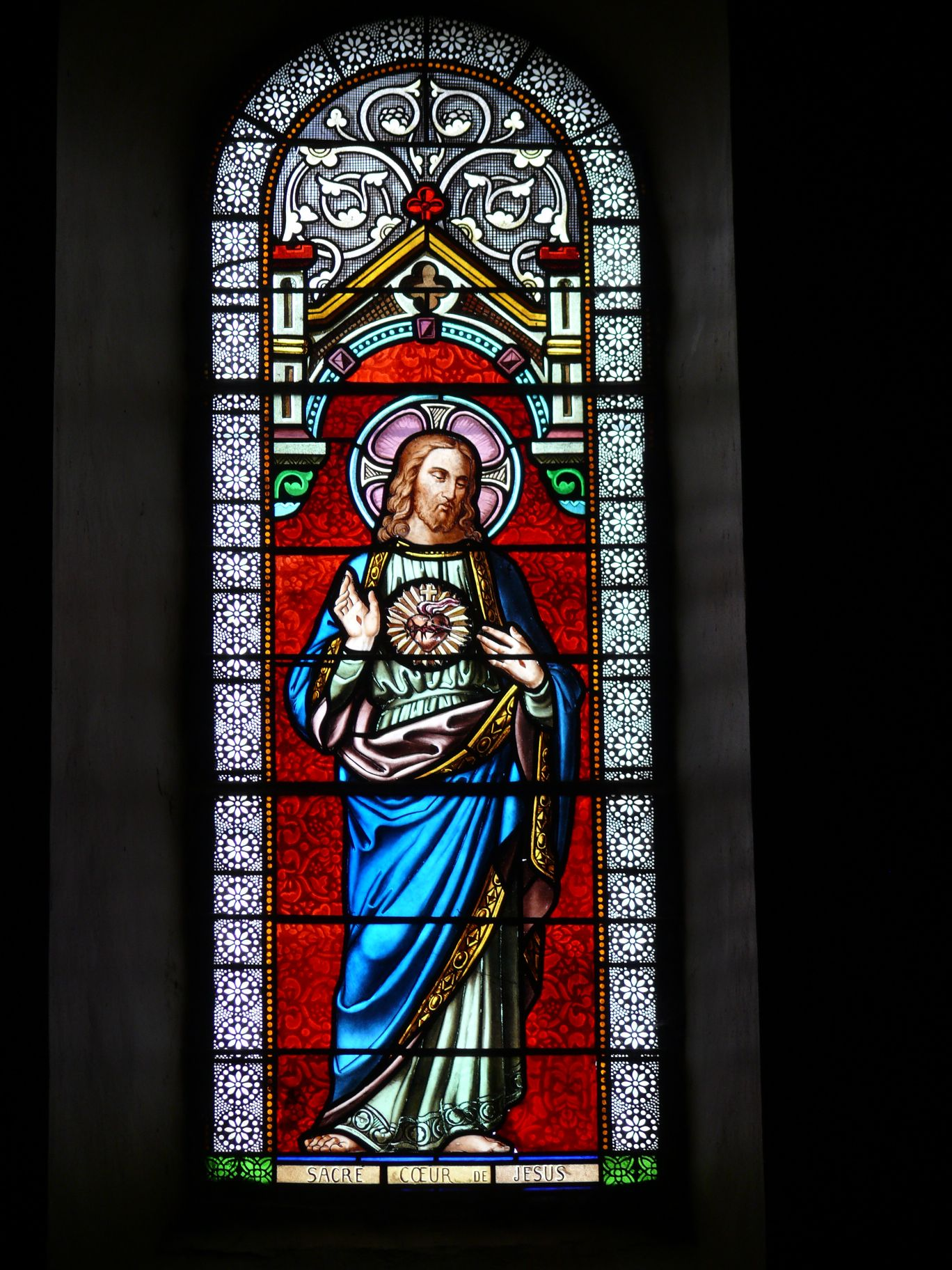
Heiligstes Herz Jesu
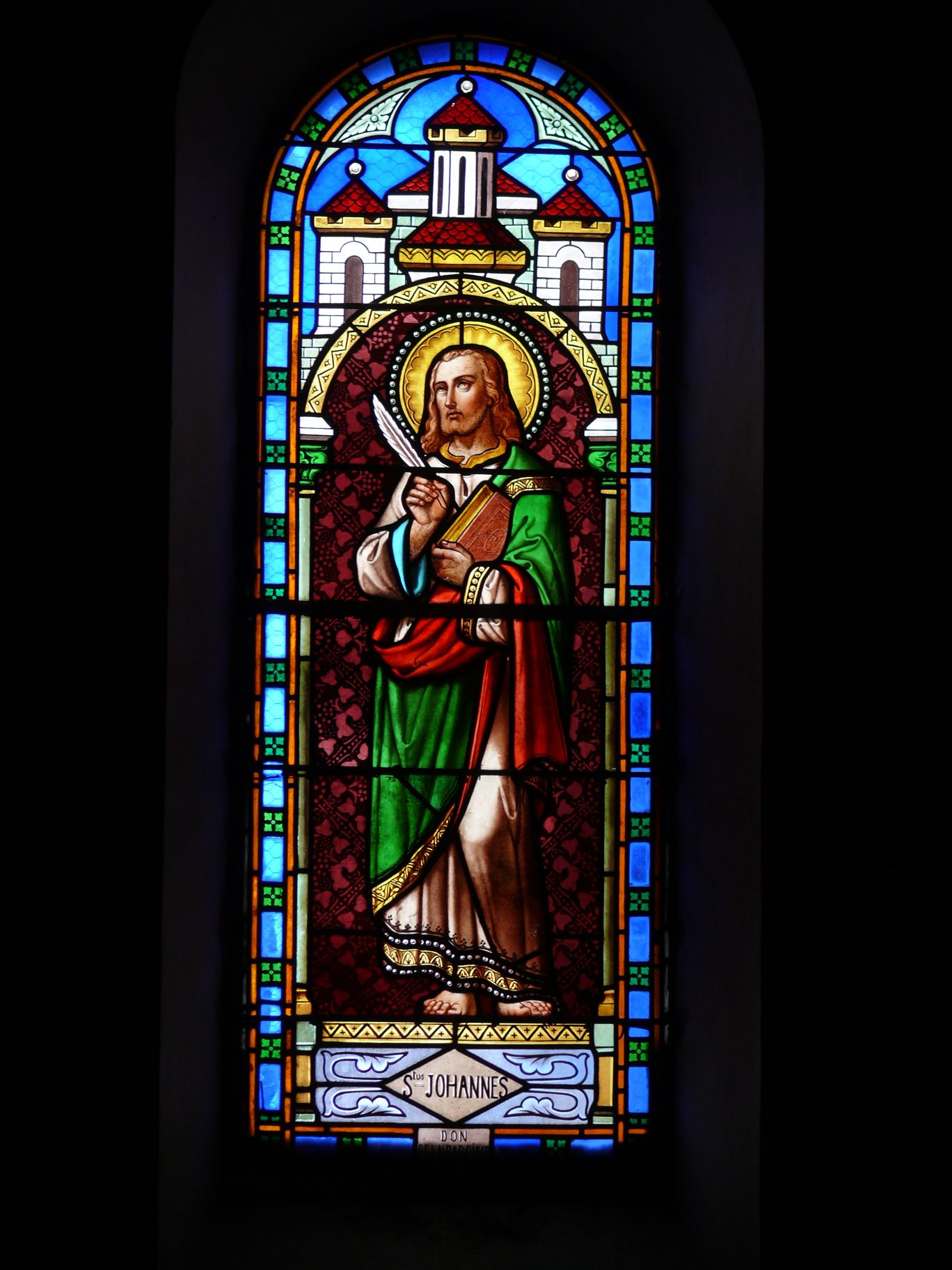
Johannes der Apostel
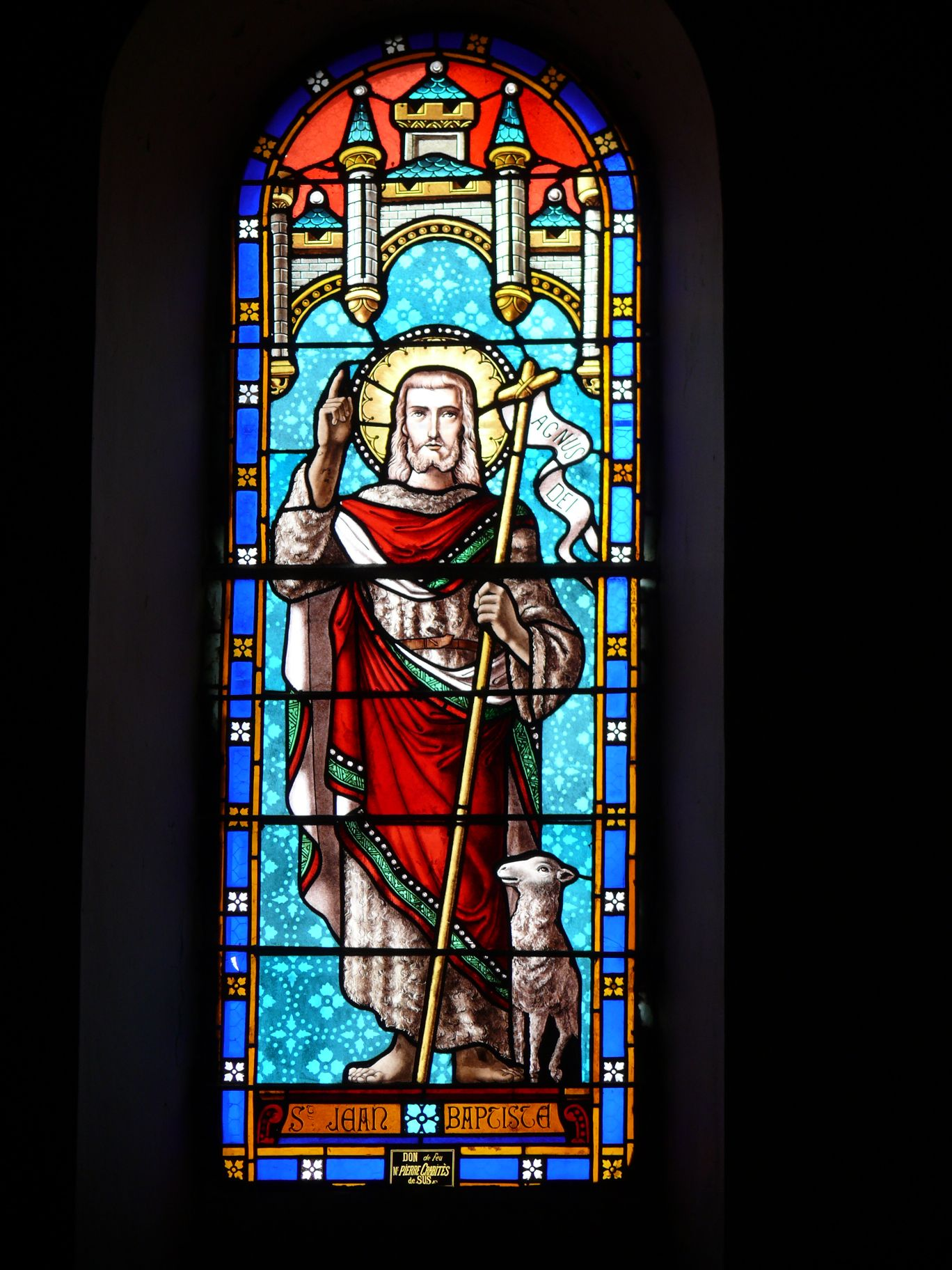
Johannes der Täufer
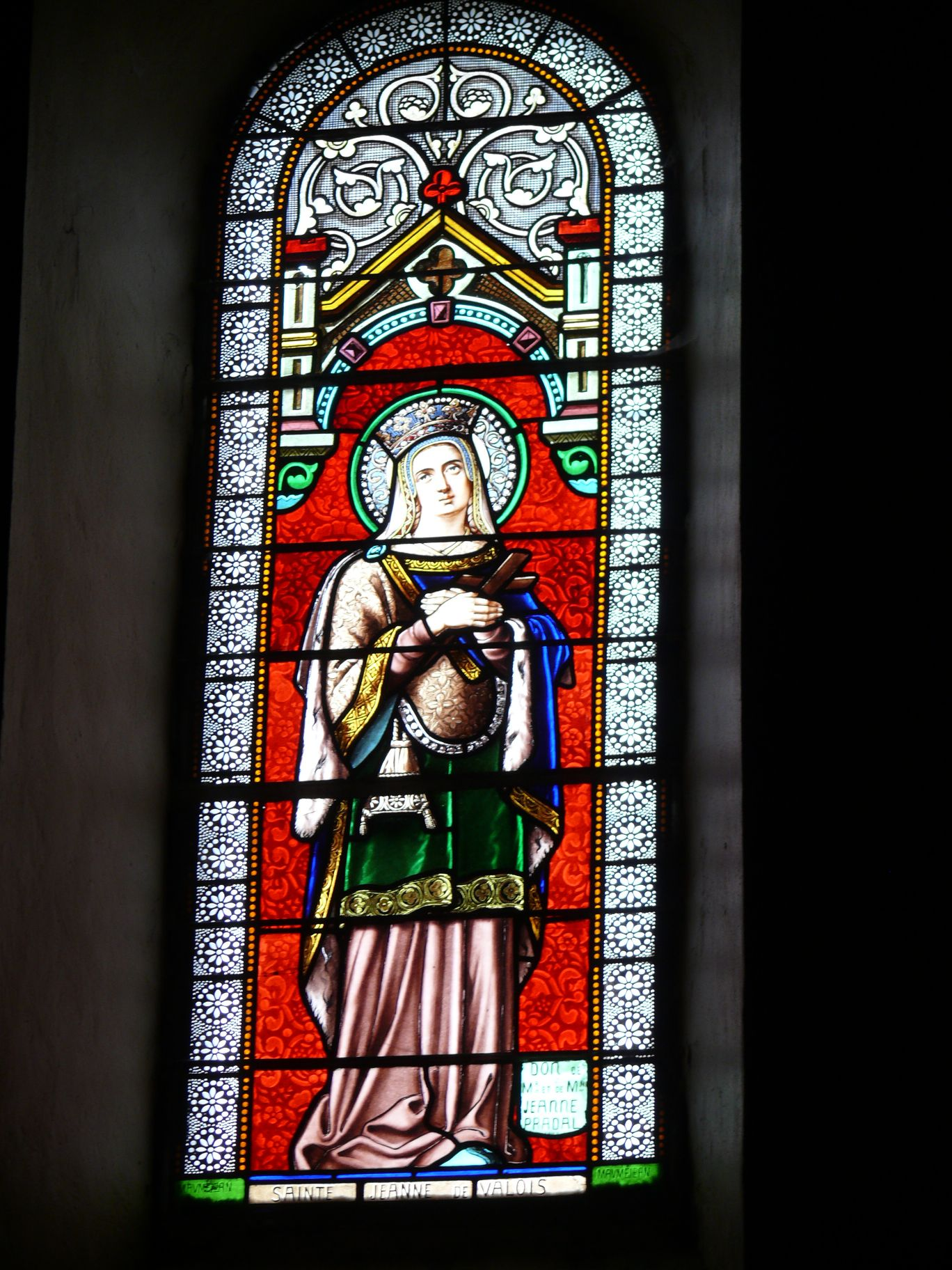
Jeanne de Valois

- Landschloss Laroque. Das Schloss ist umsäumt von einem Park mit Baumbestand und besteht aus einem rechteckigen, zweistöckigen Wohnhaus, das an den Ecken der vorderen Fassade mit polygonalen Tourellen verziert ist. Im Erdgeschoss sind die Fensteröffnungen gewölbt, im ersten Stock rechteckig ausgestaltet. Ein zentraler, leicht hervorspringender Risalit wird durch eine Freitreppe im Erdgeschoss, einen Balkon in der ersten Etage und einer Stufe in der Dachlinie betont. Die Räume des Dachgeschosses erhalten Licht über vier ovale Lukarne und eine große Lukarne mit Dreiecksgiebel im Risalit.[10]

- Taubenschläge. Es gibt noch zwei Taubenschläge in Sus. Einer gehört zu den Nebengebäuden des Schlosses Dufor und wurde im 19. Jahrhundert gebaut. Es handelt sich um einen viereckigen, gemauerten Turm auf zwei Ebenen. Die untere Ebene dient als Weinlager, die obere der Aufzucht der Tauben. Der andere Taubenschlag wird in einer Volkszählung im Jahre 1676 erwähnt. Er gehörte Isaac de Sainte Sandeins, dem Besitzer des zugehörigen Schlosses. Er hat die Form eines runden Turms und ist heute als Wohnung eingerichtet.[11]

## Wirtschaft und Infrastruktur

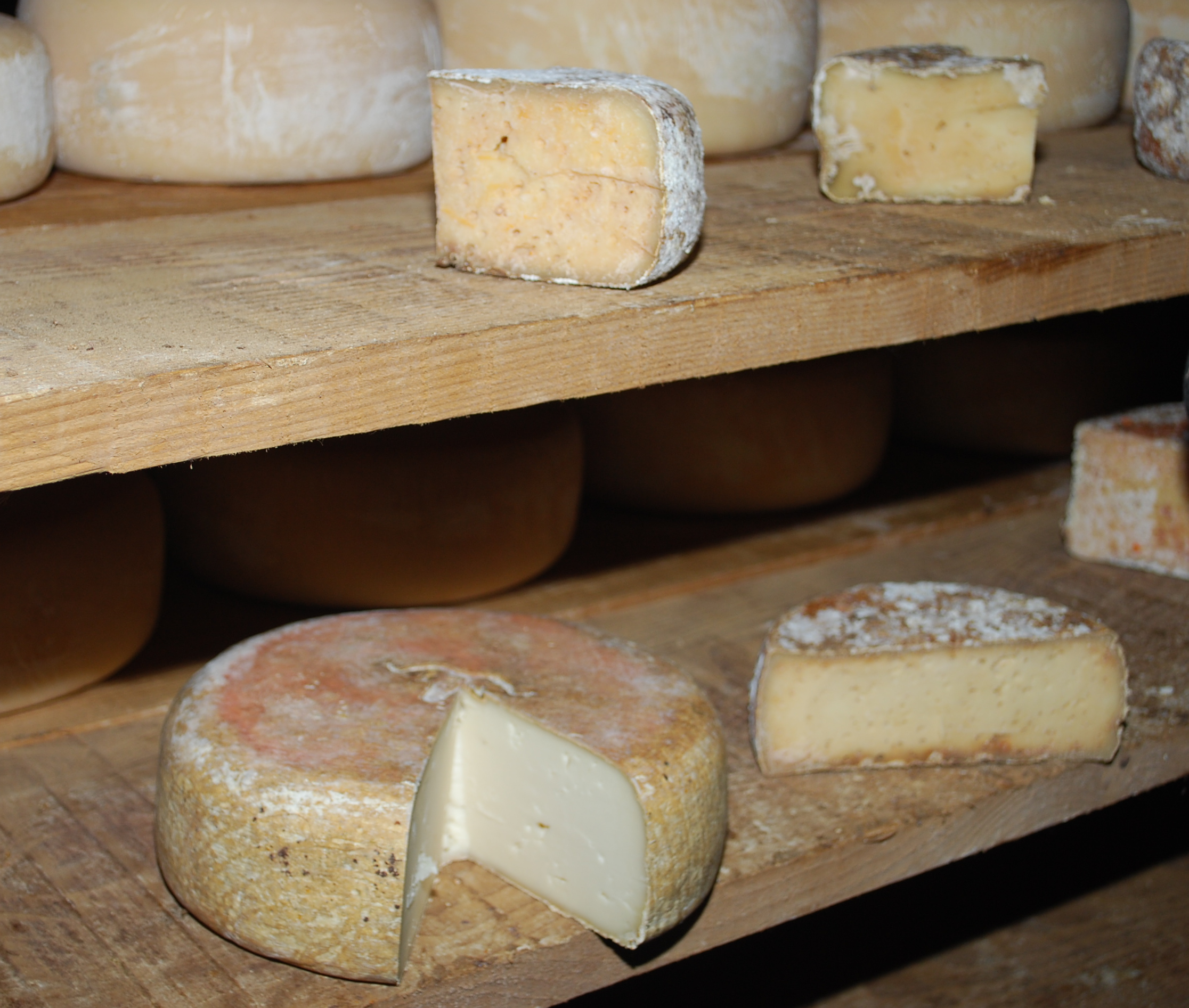
Ossau-Iraty verschiedener Reifungsgrade

Sus liegt in den Zonen AOC des Ossau-Iraty, eines traditionell hergestellten Schnittkäses aus Schafmilch, sowie der Schweinerasse und des Schinkens „Kintoa“.

### Bildung
Die Gemeinde verfügt über eine öffentliche Grundschule mit 23 Schülerinnen und Schülern im Schuljahr 2017/2018.

### Sport und Freizeit
Ein Rundweg mit einer Länge von 13 km und einem Höhenunterschied von 268 m führt vom Zentrum der Gemeinde über weite Strecken durch waldreiches Gebiet der Gemeinde. Er passiert u. a. die legendäre Quelle von Roland.

### Verkehr
Sus ist erreichbar über die Routes départementales 2, 69, 135 und 936, der ehemaligen Route nationale 636, und ist über eine Linie des Busnetzes Transports 64 mit Mauléon-Licharre, Navarrenx, Mourenx und anderen Gemeinden des Départements verbunden.

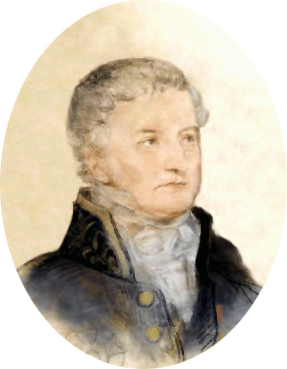
Pierre Laurent Barthélemy François Charles de Saint-Cricq im Jahre 1843

## Persönlichkeiten
Pierre de Saint-Cricq, geboren am 24. August 1772 in Orthez, gestorben am 25. Februar 1854 in Pau, war französischer Zollbeamter, Politiker und Pair von Frankreich. Seine Familie besaß eines der Schlösser in Sus.